# Renaissance Technologies
|  | Maskinoversættelse og/eller tvivlsomt indhold Denne sides indhold bærer præg af at være en maskinoversættelse og/eller meget dårligt og uklart formuleret. Det vurderes at sproget er så dårligt og eventuelt forkert eller til at misforstå, at det bør omskrives eller oversættes på ny. Du kan hjælpe med at oversætte til korrekt dansk i denne og lignende artikler. Hvis dette ikke sker inden for kort tid, kan en sletning komme på tale. Se evt. denne sides diskussionsside eller i artikelhistorikken. |

Renaissance Technologies LLC, også kendt som RenTech eller RenTec, er en amerikansk hedgefond, der ligger i East Setauket, New York, på Long Island, der er specialiseret i systematisk handel ved brug af kvantitative modeller, der er udarbejdet på baggrund af matematiske modeller, algoritmer og statistisk analyse. Firmaet bliver betragtet som den mest succesfulde hedgefond i verden. Deres signatur; Medallion Fund er berømt for at have det bedste afkast nogensinde. Renaissance blev grundlagt i 1982 James Simons, en prisvindende matematiker og tidligere kodebryder under den kolde krig.
I 1988 etablerede firmaet sin mest profitable portefølje, Medallion Fund, der benyttede en forbedret og udvidet version af Leonard Baums mateamtiske modeller, forbedret af James Ax, til at undersøge korrelationer, som kunne give en profit. Elwyn Berlekamp var vigtig i udviklingen af beslutningstagning til korte handler. Hedgefonden fik navnet Medallion til ære for den pris som Simons og Ax havde vundet.
Renaissances flagskib Medallion Fund, der hovedsageligt bliver drevet for fondens ansatte, er berømt for at have det bedste afkast på Wall Street med gennemsnitligt afkast på 66% før afgifter og 39% over en 30-årig periode fra 1988 til 2018. Renaissance tilbyder to porteføljer for udenforstående investorer; Renaissance Institutional Equities Fund (RIEF) og Renaissance Institutional Diversified Alpha (RIDA).
Som følge af Renaissance Technologies generelle succes og særligt Medallion Fund, så er Simons blevet beskrevet som den "bedste formueforvalter i verden".
Simons styrede Renaissance indtil han gik på pension i slutningen af 2009. Simons stoppede som formand i 2021. Firmaet bliver nu drevet af Peter Brown (efter Robert Mercer stoppede). Begge var dataloger med speciale i datalingvistik, som startede i Renaissance i 1993 fra IBM Research. Simons fortsatte med at spille en rolle i firmaet som ikke-udøvende formand, og han er fortsat investeret i fondene, særligt den hemmelighedsfulde og konsistent profitable black-box-strategi kendt som Medallion. Fonden havde $165 mia. i estimeret aktiver i april 2021.
Simons, Mercer og andre tidligere topfolk i Renaissance indvilligede i at betale op imod $7 mia. i skatter og bøder til Internal Revenue Service i 2021 for at afslutte en disput der havde varet i årevis. Forliget er blandt de største nogensinde.